# Conny Hasselbach
Cornelius „Conny“ Hasselbach (* 1949 oder 1950) ist ein ehemaliger deutscher Squashspieler.

## Karriere
Conny Hasselbach war in den 1970er- und 1980er-Jahren als Squashspieler aktiv. Mit der deutschen Nationalmannschaft nahm er mehrfach an Europameisterschaften teil, so etwa 1978, 1979 und 1980. 1979 und 1980 erreichte die Mannschaft Rang acht. Hasselbach wurde 1979 Deutscher Meister.
Im Jahr 1982 gründete Hasselbach zusammen mit Michael Grau die Kaifu-Lodge, einen Fitnessclub in Hamburg-Eimsbüttel, in dem er bis heute tätig ist.

## Erfolge
- Deutscher Meister: 1979